# Imbrasia petiveri
Imbrasia petiveri är en fjärilsart som beskrevs av Guérin-meneville 1845. Imbrasia petiveri ingår i släktet Imbrasia och familjen påfågelsspinnare. Inga underarter finns listade i Catalogue of Life.